# Lizelotte van Dijk
Lizelotte van Dijk (Breda, 23 juli 1980) is een Nederlands actrice en presentatrice.

## Levensloop
Van Dijk is op 23 juli 1980 in Breda geboren. Ze groeide samen met twee oudere broers op in een kunstenaarsgezin in België. Als negenjarig koos ze voor een leven in het klooster, waarbij ze alleen in het weekend thuis kwam.
Ze begon op haar 15e te acteren. Ze volgde de Toneelschool in Antwerpen, waarna ze zich in Amsterdam vestigde.
Ze speelde in politieseries voor JIM, namelijk Heterdaad en Recht op Recht. In 2002 speelde Van Dijk de rol van Vicky in Costa! en had ze een bijrol in Goede tijden, slechte tijden. Zij presenteerde ook onder andere bij 6pack en Veronica. In de zomer van 2005 speelde ze de Belgische film Any Way the Wind Blows van Tom Barman.
In 2005 deed Van Dijk mee aan Bobo's in the Bush; zij werd hierin vijfde. Ook speelde ze mee in de film Het woeden der gehele wereld - een verfilming van het gelijknamige boek van Maarten 't Hart - en de korte film Drive Me Crazy, onder regie van Kim Wyns, die tijdens het Internationaal filmfestival van Berlijn was genomineerd.
In 2007 verloor Lizelotte in korte tijd enkele van haar dierbaarsten en deed zij een stapje terug. Maar in 2009 stond ze weer op de planken. Ze presenteerde en acteerde daarnaast vooral voor SchoolTV op Nederland 3. In 2010 ging ze voor de Evangelische Omroep Op Zoek Naar God, samen met Dennis van der Geest en Gordon. Ze speelde diezelfde winter het dienstmeisje van Herodus (gespeeld door Jack Wouterse) tijdens de jaarlijkse KRO's Kersterren.
Dankzij haar talent voor schrijven en haar fascinatie voor het geloof na haar deelname aan het programma Op Zoek naar God, trok zij twee weken lang door en rond Madrid tijdens de Wereldjongerendagen, om zo elke dag - ondergedompeld in het geloof als niet gelovige - een column te kunnen schrijven over haar bevindingen. Haar werk werd tegelijkertijd gepubliceerd.
Lizelotte ondervond in 2012 meer last van het verleden dan aanzienlijk werd gedacht. Ze trok zich een tijd terug uit de publiciteit op een Franse Domaine. Daar kookte ze voor gasten die op deze plek kwamen logeren. "Het roer even helemaal om, hard werken, met liefde iets maken en mensen er van zien genieten, mijn recept voor geluk", aldus Lizelotte. Toen ze echter geselecteerd was voor de hoofdrol in de toen aankomende bioscoopfilm Dans Met De Duivel, keerde ze terug naar Nederland.
In die periode sloot ze in Almere aan bij de presentatie van het evangelisatiemagazine Meer, dat Hans Eschbach overhandigde aan Slob, voorman van de ChristenUnie, en D66-leider Pechtold. Na de discussie tussen de twee politici gingen onder andere Christophe Haddad, Van Dijk, Otto de Bruijne en met elkaar in debat over hun verhouding met het geloof en de Bijbel.
Van Dijk vertolkte in Dans Met De Duivel de hoofdrol met als tegenspelers Raymond Thiry, Tygo Gernandt, Peter Faber en Kees Boot. Begin 2015 ging de film in première, draaide in de Nederlandse bioscoop en verscheen op diverse On Demand Platforms. Ze speelde daarna de hoofdrol in de internationale kortfilm Hirofumi's Suitcase, dat onder regie van Natasja Pattipeilohy stond. Deze film won wereldwijd diverse prijzen. Ook werd Lizelotte van Dijk in 2018 voor Rome Independent Prisma Awards genomineerd voor Best Leading Actress voor haar bijdrage aan deze film. Deze prijs ging echter uiteindelijk naar Florence Monge voor haar rol in Last Days.
Lizelotte beviel in 2016 van een dochter. Tijdens haar zwangerschap richtte Van Dijk zich ook op haar stem. Al snel werd zij als vaste stem ingezet voor Perry Sport, Pokon, en de winkelketen H&M. Omdat Lizelotte tweetalig is, wordt haar stem zowel in België als in Nederland ingezet voor het inspreken van commercials.
In de zomer van 2019 beviel Lizelotte van een zoon. Net bekomen van haar tweede bevalling, sprak ze alweer weer in, voor onder andere Harley-Davidson België.
Begin 2020 speelde ze in diverse commercials, zoals voor Lely Cow en Woonexpress.
Omdat haar passies psychologie en acteren in het trainingsacteren samenkomen, laat ze zich in 2021 bijscholen, gericht op psychiatrie en bijzonder gedrag. Hierop is ze spoedig actief voor met name Buro Wittenburg waar ze wekelijks trainingen voor verzorgt. Wanneer Lizelotte in 2021 zwanger wordt van haar derde kindje laat ze haar eigen studio bouwen waar ze grote opdrachten kan inspreken. In 2022, nog tijdens haar zwangerschap, speelt ze een rol in de film Code Rood en krijgt ze, samen met Thomas van Luyn, een hoofdrol in de film Er Komt Een Man Bij De Bakker van Equs film. In mei 2022 bevalt ze van een dochter waarna ze snel weer de studio induikt. In 2023 wordt ze vaste stem voor de commercials van onder meer Stay Okay, van het merk VEET en vaste stem van Profile. Trainingsacteren breidt zich dat jaar uit naar het afnemen van assessments bij Kenhardt/Functiemediair en Buro Acting en werkt ze samen met psychologen via Buro Acting voor het afnemen van assessments.

## Filmografie
Van Dijk acteerde en presenteerde onder andere in de volgende films en tv-series:
- 2002: Costa! de Serie, met Van Dijk in een hoofdrol 'Vicky'
- 2002: Goede Tijden, Slechte Tijden (Annemiek)
- 2003: Veronica Vibes, Van Dijk als presentator
- 2004: Drive Me Crazy[12], genomineerd voor een Teddy Award op het filmfestival van Berlijn
- 2005: Any Way the Wind Blows
- 2006: Het woeden der gehele wereld
- 2009: SchoolTV
- 2010: Op Zoek Naar God
- 2015: Dans met de Duivel, met Van Dijk in een van de vier hoofdrollen als Maddy Grunberg[13]

- 2017: Hirofumi's Suitcase, met Van Dijk in de hoofdrol[14]
- 2022: Komt een man bij de bakker